# Tanytarsus bipunctatus
Tanytarsus bipunctatus är en tvåvingeart som beskrevs av Jean-Jacques Kieffer 1922. Tanytarsus bipunctatus ingår i släktet Tanytarsus och familjen fjädermyggor.
Artens utbredningsområde är Polen. Inga underarter finns listade i Catalogue of Life.